# Reumatoidni faktor
Reumatoidni faktor (RF) je autoantitijelo (antitijelo koje imunološki sustav protiv vlastitog tkiva), čije povišene vrijednosti nalazimo u bolestima vezivnog tkiva, najčešće u reumatoidnom artritisu.
Reumatoidni faktor je antitijelo na Fc fragment IgG antitijela. RF može biti bilo koji izotip imunoglobulina (tj. IgA, IgD, IgE, IgM, IgG). 
Povišene vrijednosti RF mogu biti u različitim bolestima:
- bolesti vezivnog tkiva: reumatoidni artritis (80%), Sjögrenov sindrom (70%), dermatomiozitis, sistemska skleroza i sistemski lupus eritematozus
- ostale bolesti: kronični hepatitis, primarna bilijarna ciroza, kronične virusne infekcije (npr. Epstein-Barr virus, Parvovirus, bakterijski endokarditis, leukemije
- u 5-10% zdravih osoba